# Project Syndicate
Project Syndicate è un'organizzazione internazionale senza scopo di lucro fondata nel 1995 a Praga e composta da un'associazione (in inglese: print syndication) di editori e periodici. Essa pubblica un sito in inglese, tradotto in 13 lingue, che ospita commenti e analisi realizzate da una rete di accademici, attivisti, politici, economisti Premi Nobel, intellettuali e leader del mondo imprenditoriale.
I temi trattati comprendono la politica economica, la crescita mondiale e lo sviluppo sostenibile, i diritti umani e l'Islam, l'ambiente in un'ottica geopolitica mondiale. Nel 2012, il sito RearClarworld lo ha recensito come uno dei primi cinque considerato siti di opinione al mondo. Al 2016, aveva contatti con 500 periodici presenti in 150 Paesi.
Il 60% degli abbonamenti è detenuto da periodici dei Paesi sviluppati, ai quali si aggiunge il contributo della Open Society Foundations, della fondazione danese Politiken, del periodico Die Zeit e della ZEIT-Stiftung, nonché della Bill and Melinda Gates Foundation.
L'organizzazione afferma di proporre gli stessi contenuti a prezzi ridotti nei Paesi in via di sviluppo e sottosviluppati, laddove sono minori la libertà di stampa, il pluralismo delle fonti di informazione e le possibilità di accesso a contenuti di qualità.

Il sito viene tradoto nelle seguenti lingue: arabo, cinese, ceco, olandese, francese, tedesco, hindi, indonesiano, italiano, kazako, portoghese, russo e spagnolo.